# Mathias Frank
Mathias Frank (født 9. december 1986) er en tidligere schweizisk professionel cykelrytter.